# Himno oficial de la provincia de Jaén
El poema Aceituneros, más conocido como Andaluces de Jaén, escrito por el poeta español Miguel Hernández durante su estancia en la capital giennense de marzo a junio de 1937 y editado por primera vez en su poemario Viento del pueblo (Valencia, 1937), es el himno oficial de la provincia de Jaén por acuerdo en pleno de la Diputación de 29 de febrero de 2012. La partitura es obra del pianista y compositor Santiago José Báez Cervantes.
En 2011, se produce un primer acercamiento entre la Diputación Provincial y los descendientes de Miguel Hernández al objeto de lograr el permiso necesario para el uso del poema como himno oficial de la provincia. La familia acepta, siendo presentado en el paraninfo del Conservatorio Superior de Música de la capital el 27 de noviembre de 2012 a cargo de la cantaora de flamenco Carmen Linares y la orquesta y coro de la institución.
Parte del texto, había sido musicalizada con anterioridad por Paco Ibáñez (1967) y el grupo onubense Jarcha, dentro de su LP Andalucía vive, publicado en 1975.
Como curiosidad, Kutxi Romero, vocalista de Marea, recita los primeros versos del poema cada vez que el grupo toca su canción Aceitunero en directo.

## «El poeta reportero»
Pero hay una actividad de Miguel Hernández semidesconocida: el reporterismo. Miguel, que no ha disputado un solo juego floral, se apresta a la más trágica de las batallas armado de papel y lapicero, junto a Andrés Pérez Bálmez, que ha hecho la guerra con su Leyka [sic] de frente en frente y de posición en posición. Él es el autor de las únicas imágenes conocidas del poeta en campaña. O de aquella otra, junto a Josefina.

Un día del 37, Bálmez y Hernández se conocen en Jaén.

Miguel llegaría por el mes de mayo de 1937 –refiere Bálmez–. Tanto a él como a mí, nos habían enviado para trabajar en un periódico que se llamaba Frente Sur. Por allí estaban también el poeta Herrera Petere y el dibujante Martínez de León. Nos liamos todos con el tema de las aceitunas. Petere había escrito un poema que comenzaba: "Aceitunas de Jaén / más que verdes, plateadas…" Martínez de León crea el personaje andaluz de "Oselito" y hace un dibujo que muestra al célebre personaje pinchando aceitunas de un plato con un palillo y un pie que decía: "La recogida de la aceituna en Jaén", que hizo mucha gracia. Miguel escribe entonces su conocidísimo poema: "Andaluces de Jaén, / aceituneros altivos…", y yo hice un montón de fotografías sobre el tema.

Moreiro, José María (26 mar. 1978). «Miguel Hernández testimonialmente». ABC (Madrid): 100-110.

## Letra
Aceituneros
Andaluces de Jaén,
aceituneros altivos,
decidme en el alma: ¿quién,
quién levantó los olivos?
No los levantó la nada,
ni el dinero, ni el señor,
sino la tierra callada,
el trabajo y el sudor.
Unidos al agua pura
y a los planetas unidos,
los tres dieron la hermosura
de los troncos retorcidos.
Levántate, olivo cano,
dijeron al pie del viento.
Y el olivo alzó una mano
poderosa de cimiento.
Andaluces de Jaén,
aceituneros altivos,
decidme en el alma: ¿quién
amamantó los olivos?

Vuestra sangre, vuestra vida,
no la del explotador
que se enriqueció en la herida
generosa del sudor.
No la del terrateniente
que os sepultó en la pobreza,
que os pisoteó la frente,
que os redujo la cabeza.

Árboles que vuestro afán
consagró al centro del día
eran principio de un pan
que solo el otro comía.
¡Cuántos siglos de aceituna,
los pies y las manos presos,
sol a sol y luna a luna,
pesan sobre vuestros huesos!
Andaluces de Jaén,
aceituneros altivos,
pregunta mi alma: ¿de quién,
de quién son estos olivos?
Jaén, levántate brava
sobre tus piedras lunares,
no vayas a ser esclava
con todos tus olivares.

Dentro de la claridad
del aceite y sus aromas,
indican tu libertad
la libertad de tus lomas.

Miguel Hernández. Jaén, marzo-junio de 1937.